# Franz Busch (Politiker, 1878)
 Franz Busch (* 3. März 1878 in Schweidnitz; † nach 1950) war ein deutscher Politiker (LDP). Er war von 1946 bis 1950 Mitglied des Landtags von Sachsen-Anhalt.

## Leben
Franz Busch, Sohn eines Mühlenbauers, besuchte 1884 bis 1892 die Volksschule in Radefeld und machte dann eine Müllerlehre. Nach dreijähriger Lehrzeit arbeitete er bis 1898 als Müllergeselle in Klein-Sandersleben. 1898 bis 1900 leistete er Wehrdienst. 1900 bis 1906 war er Müllergeselle in Klein Ammensleben und danach bis 1909 Mitarbeiter der Wach- und Schließgesellschaft in Leipzig. 1909 erwarb er eine Mühle in Klein Ammensleben und arbeitete als selbstständiger Müller. 1914 bis 1918 leistete er im Ersten Weltkrieg Kriegsdienst.
1918 wurde er zum stellvertretenden Bürgermeister und 1928 zum Bürgermeister von Klein Ammensleben gewählt. Nach der Machtergreifung der Nationalsozialisten wurde er des Amtes enthoben und 1945 von der Besatzungsmacht wieder in das Amt eingesetzt. Während der Zeit des Nationalsozialismus und nach 1945 betrieb er das Mühlengewerbe und eine Landwirtschaft. 
1945 trat er der Liberal-Demokratischen Partei Deutschlands (LDP) bei und wurde bei den Kommunalwahlen am 20. Oktober 1946 in den Kreistag Wolmirstedt gewählt.
Bei der Landtagswahl in der Provinz Sachsen 1946 wurde er im Wahlbezirk II (Burg, Magdeburg, Schönebeck, Jerichow I, Wolmirstedt, Haldensleben, Wanzleben) in den Landtag Sachsen-Anhalt gewählt. Im Rahmen der Gleichschaltung der demokratischen Institutionen in der DDR wurde gegen ihn 1950 ein Wirtschaftsstrafverfahren eröffnet. Busch hatte das Kartoffelablieferungssoll nicht erfüllt. Hierzu hob der Landtag seine Immunität am 23. August 1950 auf. Am 6. September 1950 erfolgte sein Ausschluss aus der LDP. 